# Partido Integrista
El Partido Integrista, Partido Católico Nacional o Comunión Tradicionalista-Integrista fue un partido político español de corte reaccionario fundado en 1888 por Ramón Nocedal tras la escisión de los llamados integristas del partido carlista, por considerar que el pretendiente Carlos de Borbón y Austria-Este sostenía una actitud conciliadora con el liberalismo. Su principal medio de difusión fue el diario El Siglo Futuro, desde el cual Ramón Nocedal acusó a Don Carlos de «traicionar las esencias del Carlismo».
No obstante, según señalados carlistas como Manuel Polo y Peyrolón y José Roca y Ponsa, entre el credo carlista y el integrista no existía diferencia alguna esencial y eran en el fondo una misma causa. En 1906 los integristas empezaron a colaborar estrechamente con los carlistas y durante la Segunda República, a comienzos de 1932, el partido volvió al seno del carlismo, reintegrándose en la Comunión Tradicionalista.

## Historia

### Precedentes
Instaurado el liberalismo en España, durante la segunda mitad del siglo XIX se planteó la cuestión de la tesis y la hipótesis, que dividió a los católicos españoles hasta finales de siglo. La tesis propugnaba la aplicación íntegra de la doctrina católica (especialmente en relación con el Syllabus de Pío IX, que había condenado el liberalismo), mientras que la hipótesis, sostenida por los conservadores, propugnaba la convivencia entre la Iglesia y el liberalismo más moderado para la defensa de sus intereses. Los tradicionalistas, partidarios de la tesis y de la unidad católica, sostendrían que la teoría de la hipótesis era aplicable en países en los que los católicos no eran la mayoría (por ejemplo, en Alemania, donde el partido de Centro defendía los intereses de la Iglesia aceptando las instituciones), pero no en la católica España, donde solo la tesis católica tenía raíces y base estable, y donde lo que se pretendía no era «cristianizar a una sociedad hereje», sino «imponer el liberalismo a un pueblo católico» para secularizarlo.

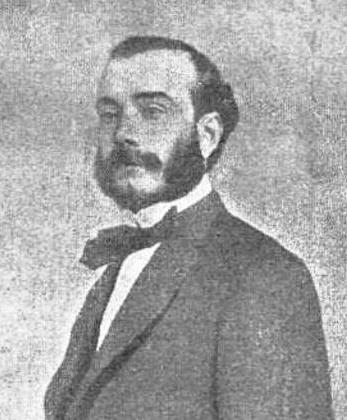
Cándido Nocedal

Tras perder la tercera guerra carlista, los seguidores de Don Carlos trataban de reorganizar el partido. Para llegar a un acuerdo sobre la estrategia a tomar en relación con las elecciones de 1879, se produjo una reunión entre los directores de los tres diarios carlistas de Madrid, Vicente de la Hoz, por La Fé; Ceferino Suárez Bravo, por El Fénix y Cándido Nocedal, por El Siglo Futuro. Este último era ahora contrario a la lucha parlamentaria mientras se exigiera a los diputados y senadores jurar la Constitución de 1876, por lo que no se llegó a ningún acuerdo. Ante las divergencias reinantes, Don Carlos nombró representante suyo a Cándido Nocedal, ya que, según Melchor Ferrer, era el más acorde a su pensamiento.
Sin embargo, por una cuestión de personalismos más que de ideas, los directores de La Fé, Vildósola y La Hoz, serían reticentes a acatar la autoridad de Nocedal como delegado de Don Carlos, mostrando, según los nocedalistas, una indisciplina que no se correspondía con el comportamiento que habían tenido en 1872, cuando ellos mismos, desde las columnas de La Esperanza, habían reconocido a Nocedal como director de la prensa carlista, obedeciendo el mandato de Don Carlos.
A principios de la década de 1880, La Fé, El Siglo Futuro y El Fénix entraron en una continua polémica, especialmente en relación con la actitud que debían tomar los carlistas respecto al proyecto de Unión Católica de Alejandro Pidal, apoyado por una parte de los obispos y al que se oponía férreamente El Siglo Futuro, que sostenía que era inconcebible una política católica posibilista dentro del régimen liberal de la Restauración. Don Carlos se puso del lado del periódico que dirigía su representante, El Siglo Futuro, y en 1881 desautorizó a La Fé, pero no por ello cesaron las disputas. El año siguiente, Isidoro Ternero, redactor de La Fé, llegó a declarar «guerra a muerte» a Nocedal, considerando que era el perturbador del partido y que apartando a los carlistas de la obediencia y el amor a los prelados, podía provocar que el carlismo acabase siendo condenado por la Iglesia.

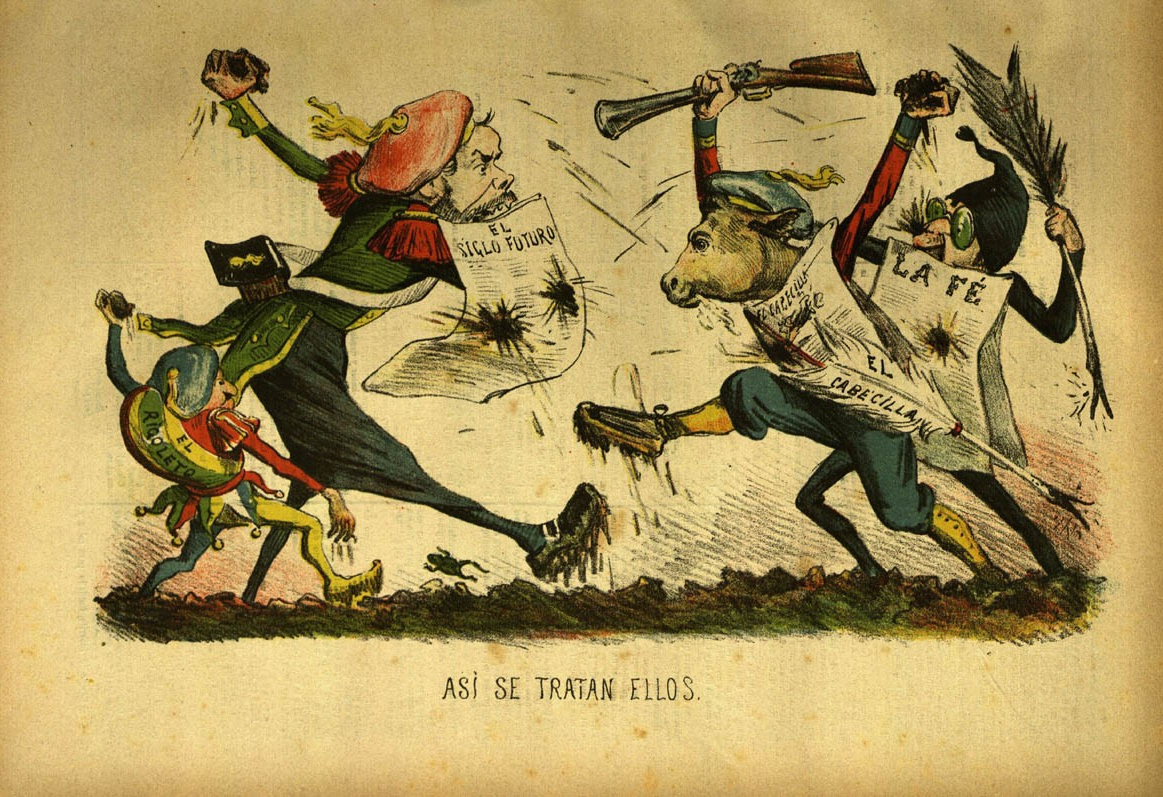
Así se tratan ellos (1882), caricatura aparecida en el periódico satírico El Loro sobre la pelea entre los periódicos Rigoleto y El Siglo Futuro (a la izquierda) y El Cabecilla y La Fé (a la derecha).

Antes de concluir el año 1885 había ya dentro del carlismo muestras de oposición y antipatía a «los defensores de la integridad y pureza de las doctrinas» —como se definían a sí mismos los «íntegros»— y de inclinación y benevolencia hacia sus adversarios, corrientes de conciliación que, según los nocedalistas, amenazaban arrastrar al partido carlista por nuevos y sospechosos derroteros.
Tras fallecer Cándido Nocedal en julio de 1885, El Siglo Futuro pasó a dirección de Ramón Nocedal. Desde su posición, como su padre, continuó el antiguo conflicto con el diario carlista adversario, La Fé, que defendía un carlismo más templado y a cuyos seguidores tildaban los nocedalistas de heterodoxos y posibilistas. Carlos VII, que antaño había apoyado públicamente el carlismo radical, quiso ahora que Navarro Villoslada mediara en el conflicto, con el objetivo de que El Siglo Futuro dejara de tener tanto protagonismo en el campo tradicionalista, propugnando la reaparición del transaccionista El Pensamiento Español, periódico que se había inspirado en la doctrina de Balmes.
En marzo de 1886, Villoslada dirigió una carta a los dos diarios rivales. En ella advertía, como representante de Don Carlos, que dejara de atacarse tan efusivamente a los obispos que habían optado por apoyar al Partido Liberal-Conservador (como especialmente hacía El Siglo Futuro). Esta misiva fue muy criticada por los otros diarios regionales afines a El Siglo Futuro, tales como La Cruz de la Victoria, La Verdad de Sántander, El Diario de Sevilla, El Intransigente de Zaragoza y El Correo Catalán. Esta oposición hizo que Villoslada, siguiendo las órdenes de Carlos VII, matizara el contenido del mensaje, alegando que ello no significaba una sumisión al liberalismo. La aclaración se interpretó como un triunfo del ala integrista del carlismo. Aún más, la facción integrista se vio impulsada cuando la Santa Sede vio con muy buenos ojos el libro El liberalismo es pecado de Sardá y Salvany, en detrimento de El proceso del integrismo de Pazos, que fue amonestado y censurado por la Sagrada Congregación del Índice (esto supuso que los católicos pidalistas afines al Partido Conservador alegaran que el favorecer el libro de Sardá, que ellos llamaban como el programa del carlismo más recalcitrante, atentaba contra la encíclica Cum Multa).

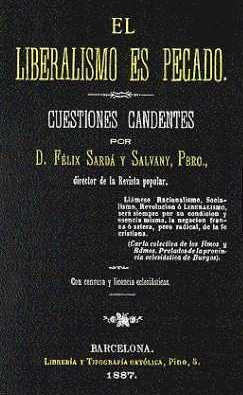
Portada de un ejemplar de El liberalismo es pecado.

En octubre de 1886, Carlos VII comunicó la abdicación de su padre en él como pretendiente al trono francés, con unas palabras que se interpretaron como moderadas, en las que hablaba de dotar a España de una Constitución.
En el invierno de 1887-1888, la promesa de la Constitución se mezcló con las confrontaciones entre El Siglo Futuro y La Fé. El segundo periódico hablaba de una adherencia plena a las palabras de Carlos VII y afirmó adherirse en todo momento a la «Familia Real proscrita». En cambio, para el primero, ello significaba subordinar la ortodoxia a la autoridad humana. La Fé defendió que era preferible el mantenimiento de la tolerancia de cultos de la Constitución alfonsina de 1876 antes que restaurar una unidad católica que supusiera un «espionaje religioso» o «represión heterodoxa», algo repulsivo para ellos, afirmando que ese era también el pensamiento de Carlos VII, de acuerdo con el manifiesto de Morentín de 1874. De inmediato, El Siglo Futuro manifestó de nuevo su oposición intransigente: era ineludible la completa restauración de la Inquisición. Dentro de la Comunión Tradicionalista los nocedalistas se plantearon un dilema: fidelidad a Carlos VII o a «los principios capitales y esenciales de la monarquía cristiana».
El 26 de enero de 1888, el pretendiente carlista publicó una carta en la que exigía el silencio de Nocedal, y designaba a Luis María de Llauder, director de El Correo Catalán, para que mediara entre los dos bandos. Carlos VII y Llauder acordaron una declaración, evitando el empleo del calificativo «integrista» para los nocedalianos:

Si el que abraza la verdad íntegra puede ser carlista, el que la rechaza no puede pertenecer a nuestra comunión. Y pues con decir carlista queda significado esto, que cree D. Carlos que hemos de abandonar estos aditamentos que traen confusión.

El conflicto era muy intenso, las peleas entre las publicaciones tradicionalistas eran constatables. Todo se agravó, a niveles muy agresivos, cuando La Fé reprodujo el 30 de abril de 1888 un escrito de Emilia Pardo Bazán en el que se insinuaba que el carlismo debía unirse a un gran «partido escéptico» que diera «más valor a la rebaja de tributos que a la ley de matrimonio civil». La escritora gallega señalaba que las palabras transmitidas por Llauder en El Pensamiento del Duque de Madrid eran de templanza, pues el rey carlista le había hablado de tolerancia religiosa.

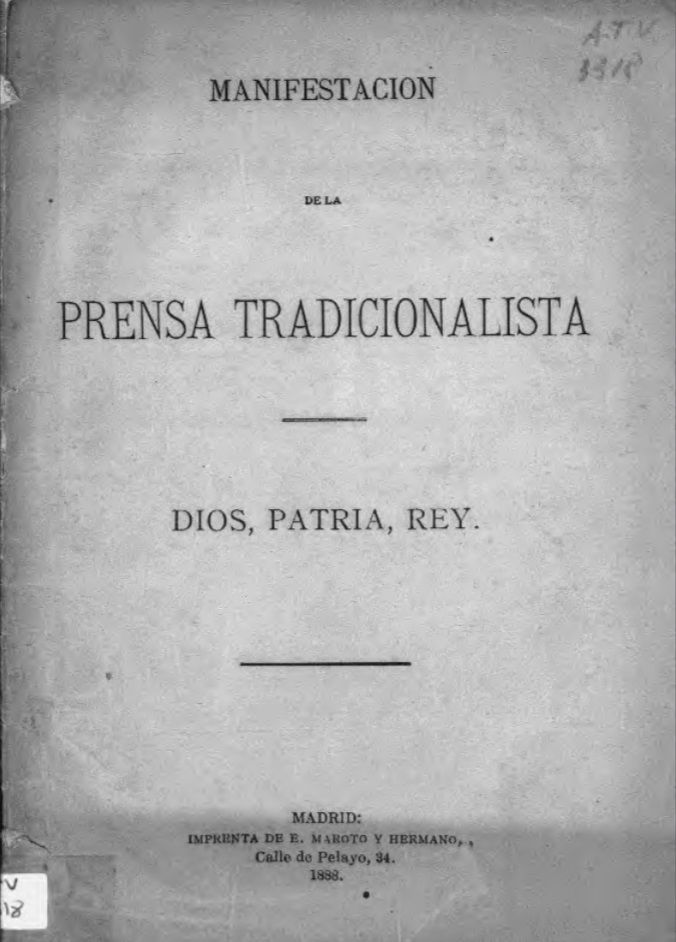
Manifestación de la Prensa tradicionalista (1888), documento fundacional del Partido Integrista conocido por la historiografía como el «manifiesto de Burgos».

Los integristas, encabezados por Ramón Nocedal, no daban crédito. Nocedal fue acallado de nuevo por Carlos VII, quien, por tercera vez, le recordó que él era el depositario del principio de autoridad, llamándolo a la sumisión. El integrista El Tradicionalista de Pamplona no mantuvo silencio y fue expulsado de la Comunión, junto con las nueve publicaciones de Cataluña que lo apoyaron y el más relevante, El Siglo Futuro.
En la Manifestación de Burgos, firmada el 31 de julio por los periódicos expulsados, insistiendo en su legitimismo en la línea del agustinismo político, los nocedalistas afirmaban:

Vicarios de Dios son los Reyes. [Pero] el que ha de ser Rey, antes de recibir el reino, debe prestar juramento de guardar y cumplir sus leyes fundamentales, fueros y franquicias, y en primer término la Unidad Católica; y el que falte a su juramento quiere la ley que sobre hacerse merecedor de todas las maldiciones que lanza Dios contra el perjuro, pierda su dignidad.

### Desarrollo
Así nació el Partido Integrista, encabezado por Ramón Nocedal y justificado por el filósofo Juan Manuel Ortí y Lara, que defendió las posiciones católicas más intransigentes. Como jefe del partido, Nocedal combatió el liberalismo, a los católicos partidarios de una política de entendimiento con el liberalismo conservador —tendencia que El Siglo Futuro calificó de mestiza—, y a los carlistas que no le siguieron en su escisión.

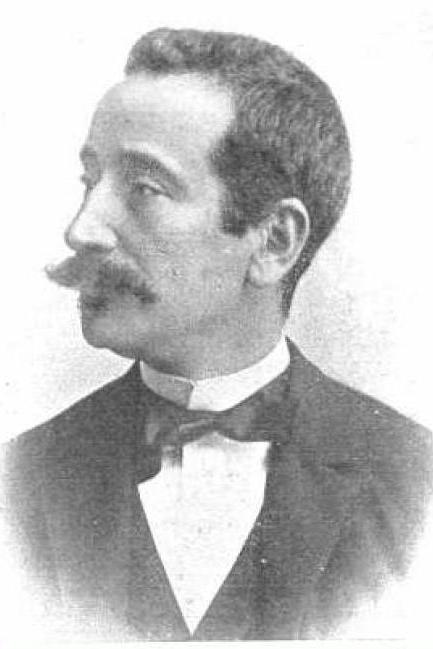
Ramón Nocedal, fundador del Partido Integrista.

El partido integrista, al igual que el carlista, se opuso al parlamentarismo y, según Ramón Nocedal, «no es [era] un partido como los demás, no aspiramos a ser ministros». El integrismo fue descrito como «una suerte de fanatismo político, que no admitía coaliciones ni concesiones partidistas». Su programa se estructuró en torno al llamado «Manifiesto de Burgos».
Nada más producirse la escisión en el carlismo, en la Revista de España el Dr. José Panadés y Poblet, clérigo alfonsino, afirmó que la encíclica de León XIII Libertas præstantissimum, publicada en junio de 1888, había supuesto la desautorización final del integrismo, pues el papa habría legitimado el liberalismo conservador y condenado solamente el «abuso de la libertad». La revista de Barcelona El Criterio Católico afirmaría al respecto:

En política ha muerto al integrismo Don Carlos con El pensamiento del Duque de Madrid, y en el terreno religioso León XIII con la insigne Encíclica Libertas.

El integrista Diario de Cataluña, que no coincidía con esa interpretación de la encíclica, se enzarzó por ello en una acre polémica con El Criterio Católico e increpó al redactor Eduardo Llanas Jubero por haber dicho que el liberalismo no es pecado «con un montón de tonterías, planchas, contradicciones y alguna que otra sirena».
El 27 de marzo de 1889 se celebró en el domicilio de Nocedal en Madrid una reunión organizativa del entonces llamado «partido tradicionalista» (nombre que también usaban los carlistas) o «partido católico», a la que asistieron representantes integristas de todas las regiones españolas y de los periódicos adheridos a esta causa.
Carlistas y conservadores coincidieron en calificar a los integristas de jansenistas por usurpar la autoridad de la jerarquía eclesiástica, si bien habían sido precisamente los liberales quienes en el pasado habían asumido como propias las tesis del jansenismo por su enemistad con la Inquisición y las órdenes monásticas. En un artículo publicado en El Correo Español, Juan Vázquez de Mella reprocharía además a los integristas dejar abierta la posibilidad de reconocer la dinastía alfonsina, pues el periódico integrista El Tradicionalista de Pamplona había mencionado la opción de reconocer las instituciones vigentes, al identificar la política de Ralliement de León XIII hacia la Tercera República Francesa con la situación de España, y ello no había sido desautorizado por Nocedal. A pesar de esta rivalidad, según Juan Bautista Casas, El Correo Español y El Siglo Futuro estaban de acuerdo casi todas las cuestiones políticas.
Al salir Ramón Nocedal elegido como diputado por Azpeitia en las elecciones de 1891, prometió obediencia y sumisión al poder constituido, tal como lo requería el derecho natural y lo exigía el papa como deber de los católicos. Juró asimismo la Constitución, pero lo hizo en estos términos:

Y en cuanto a la Constitución de la monarquía española, que son las palabras del reglamento, digo que con todo mi corazón, con toda mi alma, con grandísimo entusiasmo, prometeré, y aun podéis hacer cuenta de que juro adhesión completa a la Constitución de España que arranca de las entrañas de la patria, y que, como decía cierto importante orador de la mayoría, está por encima de todas las modernas constituciones de papel.

Los integristas fundaron su primer círculo en Madrid en 1892, con la presidencia del propio Nocedal. También en Barcelona se fundó un círculo integrista con el nombre de Círculo San Jorge, que según manifestó José de Palau y de Huguet, se constituía «para reñir las batallas del Señor», congregando todos quienes anhelaban «combatir por la integridad y pureza de las tradiciones patrias», que en el Principado de Cataluña se encontraban establecidas en sus «venerados fueros».
Según «Eneas», del nocedalismo se rajaron tres o cuatro tendencias:

una, la de La Cruz de la Victoria y los Luarcas, que no dejó de reconocer la legitimidad de Don Carlos, y se encastilló en su necia afirmación de que nos habíamos liberalizado los carlistas; otra, la de Sardá y Salvany, que se encastilló en su revista, hizo rancho aparte y no quiso ser ni pez ni rana; otra, la de Ortí y Lara, que con unos cuantos amigos se metió metafísicamente dentro de la dinastía alfonsina y del mesticismo que él había combatido antes con tal empeño y con tan desaforada furia, que lo llevó al terreno mismo de la conciencia y de la salvación de las almas. Y otras, las de Campión, que entraron y salieron, y volvieron á entrar, y la de Acillona, y la de no recuerdo cuántos.

Además, de acuerdo con este mismo autor, la mutilación integrista del lema «Dios, Patria y Rey», prescindiendo del tercer componente, habría servido a los bizkaitarras de Sabino Arana para prescindir también de la patria y decir «¡abajo España!» con la misma razón con que los integristas habían dicho «¡abajo Don Carlos!».
A pesar de su férrea oposición al sistema liberal, según la Enciclopedia Espasa también fue característico del partido integrista «el patriotismo más puro», haciendo Nocedal la siguiente declaración en Sevilla en 1899, después de la pérdida de las colonias: 

En estos momentos, pretender fraguar conspiraciones y excitar á la lucha, seria dar motivo á los enemigos de la patria para repetir el hecho que ha dado lugar á la pérdida de las colonias; intentarlo fuera locura.

Transcurridos poco más de diez años tras su separación de Don Carlos y tras las deserciones de Félix Sardá y Salvany, Juan Manuel Ortí y Lara y Manuel de Burgos y Mazo, Nocedal manifestaría que quien había dado ocasión al decreto que le expulsó del carlismo no había sido su diario El Siglo Futuro, sino Sardá y Salvany, con una Declaración de 3 de julio de 1888, que Sardá redactó e hizo firmar y publicar a los nueve periódicos carlistas que había en Cataluña, en defensa del director de El Tradicionalista de Pamplona, Francisco María de las Rivas; y que estando él ausente en Madrid por entonces, quien sostuvo aquellas polémicas principalmente fue Ortí y Lara, director interino de El Siglo Futuro, con Manuel de Burgos y Mazo, dándose la circunstancia —de acuerdo con Nocedal— de que quienes habían animado a reñir con los carlistas «por cuestiones de principios», habían acabado reconociendo el régimen liberal «por cuestiones de postres».
En 1906, ante la necesidad de hacer frente al anticlerical proyecto de Asociaciones Religiosas del Gobierno de José Canalejas, se produciría la reconciliación entre carlistas e integristas, ejemplificada en un abrazo entre Ramón Nocedal y Juan Vázquez de Mella el 11 de diciembre en la estación de Tafalla, durante el trayecto de regreso de ambos de una manifestación católica en Pamplona el día 9 a la que asistieron unos 50.000 navarros. Con dicho abrazo desaparecieron, según el presbítero catalán integrista Cayetano Soler, los recelos que sobre la doctrina carlista podía haber abrigado el integrismo. También en Cataluña se escenificó ese año la reconciliación mediante un abrazo en Vich entre el futuro jefe regional integrista, Mariano de Rocafiguera, y el director de El Correo Catalán, Miguel Junyent. Al igual que los carlistas, los integristas se sumaron a la Solidaridad Catalana, con la que lograrían llevar al senado al leridano Mariano Gomar de las Infantas.

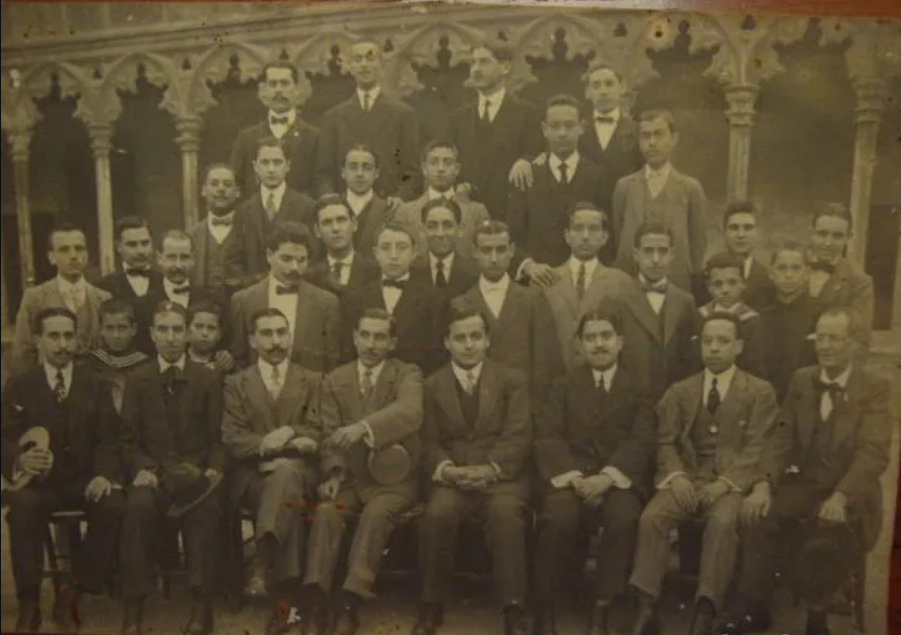
Miembros del Partido Integrista de Mallorca en la década de 1920.

La formación tuvo un importante bastión en la localidad guipuzcoana de Azpeitia, por cuyo distrito obtuvieron representación en el Congreso en numerosas ocasiones.
A la muerte de Nocedal en 1907, el liderazgo recayó en Juan Olazábal Ramery. En las provincias vascas, ya en el siglo XX, fueron también miembros del partido políticos como José Salazar, José María González de Echávarri, Antonio María Murua Rodríguez, José María Juaristi, Antonio Aldama y Mendívil, José Sánchez Marco, Manuel Senante y Martínez o Ladislao Zavala Echaide.
Según Melchor Ferrer, tras la muerte de Nocedal, convivirían dentro del integrismo tres tendencias: una de acercamiento a la dinastía reinante promovida por los católicos aristócratas del partido, otra de carácter antidinástico y propensa a pactar con los carlistas, y una tercera accidentalista en las formas de gobierno, dispuesta a aceptar una república del tipo de la de Gabriel García Moreno en Ecuador. Desde 1907 el partido integrista arrastró una existencia lánguida.
Tras la dimisión de Primo de Rivera en enero de 1930 y tras casi una década de escasa actividad, volvieron a constituirse juntas y delegaciones integristas presididas tanto por veteranos del movimiento como por hombres jóvenes, lo que, según Álvarez Rey, constituye un hecho fundamental —especialmente en Andalucía— para comprender el posterior desarrollo del Tradicionalismo durante la Segunda República.
La reunificación entre integristas y carlistas se produjo especialmente gracias a Juan Olazábal, que, según Pérez de Olaguer, no pidió condición alguna. Muchos antiguos integristas ocuparon después puestos clave en el organigrama de la Comunión Tradicionalista y su periódico, El Siglo Futuro, volvió a ser la cabecera oficiosa del carlismo.

## Prensa integrista
Junto con El Siglo Futuro, en 1888 firmaron el manifiesto integrista de Burgos otros veintitrés periódicos que habían sido carlistas, once de ellos catalanes. Se trataba del Diario de Cataluña, Dogma y Razón, Lo Crit de la Patria y Lo Mestre Titas de Barcelona, El Norte Catalán de Vich, el Diario de Lérida, El Eco de Queralt, El Integrista de Gerona,  el Semanario de Figueras, el Semanario de La Bisbal, La Verdad de Santander, el Diario de Sevilla, El Centinela de Palma de Mallorca, El Tradicionalista de Pamplona, La Cruz de la Victoria de Oviedo, El Fuerista de San Sebastián, El Morellano, El Eúskaro de Bilbao, El Eco Cascantino de Cascante, El Estandarte Riojano, La Fidelidad Castellana de Burgos, El Gorbea de Vitoria y El Restaurador de Castellón.
Además de estos, surgirían posteriormente nuevos periódicos adheridos al partido como el Diario Catalán, el Semanario de Tortosa, La Lectura Popular de Orihuela, La Integridad de Tuy, La Rioja Católica, El Suplemento de Palma de Mallorca, La Verdad de Castellón, El Contribuyente de San Lúcar de Barrameda, La Voz de Valdepeñas, El Diablo Cojuelo, la Revista Popular de Barcelona, El Estandarte Católico, El Oxomense de Burgo de Osma, Diario de Álava, La Opinión de Marchena, La Tradición Navarra de Pamplona, La Verdad de Manresa, La Revista Católica de Alcoy, La Cantabria de Bilbao, La Verdad de Burgos, La Información de Salamanca, El Pueblo Católico de Jaén, La Bandera Católica de Calahorra, La Sinceridad de Aragón, La Gaceta del Norte de Bilbao, El Observador de Cádiz, El Noticiero Cordobés y La Constancia de San Sebastián, entre otros.
Sin embargo, según Eduardo Navarro Salvador, hacia 1914 solo circulaban ya en España nueve periódicos integristas, siendo el más destacado de ellos El Siglo Futuro, que perduraría hasta la Segunda República, cuando se convertiría en órgano de la Comunión Tradicionalista.

## Ideología

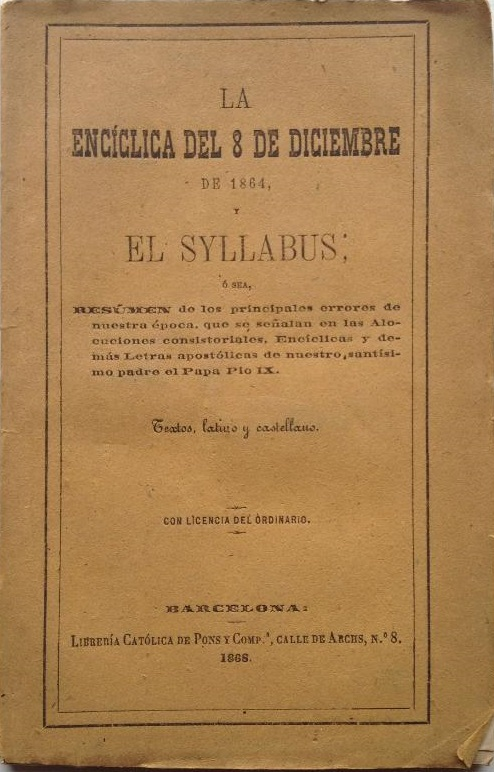
Ejemplar del Syllabus de Pío IX.

El integrismo basó su doctrina en la recusación de las libertades que forman la esencia del liberalismo. Su credo se halla condensado en el discurso que en marzo de 1902 pronunció Nocedal en el Congreso combatiendo el nuevo gobierno presidido por Sagasta: 

Yo no predico la guerra civil, ni el motín, ni la algarada, pero á esos y á cuantos oigan mi voz, quiero decir que si no se deciden a ejercitar sus derechos desoyen la voz venida del cielo, y desobedecen la voluntad soberana que nos manda unirnos en apretado haz, y lanzarnos en falange á reivindicar nuestros derechos conculcados, á defender la verdad desconocida, á restaurar el imperio absoluto de nuestra fe íntegra y pura, y á pelear con los partidos liberales, á quienes no yo, sino León XIII llama imitadores de Lucifer, hasta derribar y hacer astillas el árbol maldito.

El partido inspiró su doctrina en el Syllabus del papa Pío IX, oponiéndose ferozmente a los «errores» condenados por este pontífice. En 1902 publicaron un escrito en el que afirmaron: 

Queremos la Unidad Católica con todas sus consecuencias... Tenemos por aborrecibles la libertad de conciencia, la libertad de los cultos... Queremos luchar contra el liberalismo, el progreso y la civilización moderna.

Uno de los principales ideólogos del partido fue el sacerdote catalán Félix Sardá y Salvany, autor de la obra El liberalismo es pecado, quien acabaría separándose del partido. Otro destacado pensador integrista fue Juan Manuel Orti y Lara, quien también abandonaría sus filas.
En 1909 se publicó una síntesis del programa del partido, en la que junto con las propuestas católicas antiliberales, se presentaban una serie de medidas regionalistas, gremialistas y de reducción de la administración pública. Tras la caída de la dictadura de Primo de Rivera en 1930, los dirigentes regionales y provinciales del partido, liderados por Olazábal y Senante, firmaron un Manifiesto en el que reafirmaron su programa y su existencia como fuerza política organizada.

## Nota
1. ↑  En concreto el 11 de enero de 1932.[13][14]